# جيسي دبليو. سميث
جيسي دبليو. سميث (بالإنجليزية: Jesse W. Smith)‏ هو لاعب كرة قدم أسترالية أسترالي، ولد في 9 سبتمبر 1986 في فيكتوريا في أستراليا.

## وصلات خارجية
- جيسي دبليو. سميث على موقع AustralianFootball.com (الإنجليزية)
- جيسي دبليو. سميث على موقع AFLtables.com (الإنجليزية)